# 聯合-麗的
聯合-麗的（英語：Associated-Rediffusion），後稱麗的，是英國獨立電視網業者之一，在1955年9月22日至1968年7月29日持有大倫敦地區平日的獨立電視播出執照。該公司是麗的呼聲的一部分，也是第一家開始播出的獨立電視網業者。聯合-麗的於1960年在溫布利公園新設了電視攝影棚，其獨特的外觀設計吸引了世界關注。在1960年代，聯合-麗的製作了獨立電視網部分最受歡迎的電視節目。披頭士樂隊亦多次出演聯合-麗的的節目。
1968年，聯合-麗的和ABC週末電視合併為泰晤士電視，繼承大倫敦的平日獨立電視播出執照。

## 歷史

### 成立
聯合-麗的電視最初是英國電力牽引（BET）及其子公司廣播轉播服務公司（Broadcast Relay Services Ltd. ，交易名為麗的呼聲）與《每日郵報》的所有者《聯合新聞報》之間的合作夥伴關係，後者早在1920年代。在新的ITV系統在其最初幾年造成重大財務損失之後，聯合新聞報將其大部分股份出售給了英國電車公司和麗的呼聲，儘管該公司直到1964年才從其名稱中刪除“聯合”一詞。新聞報後來意識到ITV的潛力，為英國南部和東南部的ITV特許經營承包商南部電視台的重要投資者，後來成為獨立電視新聞的股東。
從1955年起擔任聯合-麗的總經理的湯瑪斯·布朗里格海軍上尉（已退休）非常清楚他的新型商業電視台應該是什麼樣子——帶有廣告的BBC電視。為此，該電台配備了一個紋章風格的廣播時鐘，工作人員將其稱為“米契”（Mitch，以首席電台廣播員萊斯利·米切爾的名字命名，他不僅在1955年電視播出時首次宣布，而且1936年BBC電視開始時也這樣做了）。
聯合-麗的接管了位於米德爾塞克斯郡溫布利公園的前溫布利電影製片廠。聯合-麗的於1955年9月22日晚上7點15分正式開播，女演員瑪吉·勞倫斯說出了第一句話。那天晚上，壟斷了英國廣播的BBC在國內服務頻道播出了他們廣受歡迎的廣播肥皂劇《阿徹一家》的情節劇集，其中核心人物格蕾絲·阿切爾在一場火災中受了致命傷。此事被視為一種絕望且相當卑鄙的策略，以吸引盡可能多的潛在觀眾收聽新電台的廣播娛樂開幕之夜。1955年9月23日，英國第一位女性新聞廣播員芭芭拉·曼德爾出現在第一個全天的廣播節目中。兩天後，倫敦週末承包商聯合電視成立。
這一策略旨在減輕人們對新服務將瞄準市場底部的擔憂。聯合-麗的試圖讓ITV受人尊敬。該電視確實引入了流行的遊戲節目，但也提供了所有類型的優質節目，在其倫敦地區以及隨著ITV網絡的發展，其節目在全國範圍內獲得了大量觀眾。
鮑里斯·福特成為聯合-麗的的第一位學校廣播負責人（1957-58年），在此期間，他說服本杰明·布里顿為一系列節目創作了他的教堂歌劇《挪亞方舟》。  福特在歌劇製作之前被解僱，據稱是因為行政缺陷和缺乏經驗。 然而，聯合-麗的繼續與布里顿合作，在1959年為他的歌劇《碧廬冤孽》製作了非常成功的電視轉播。

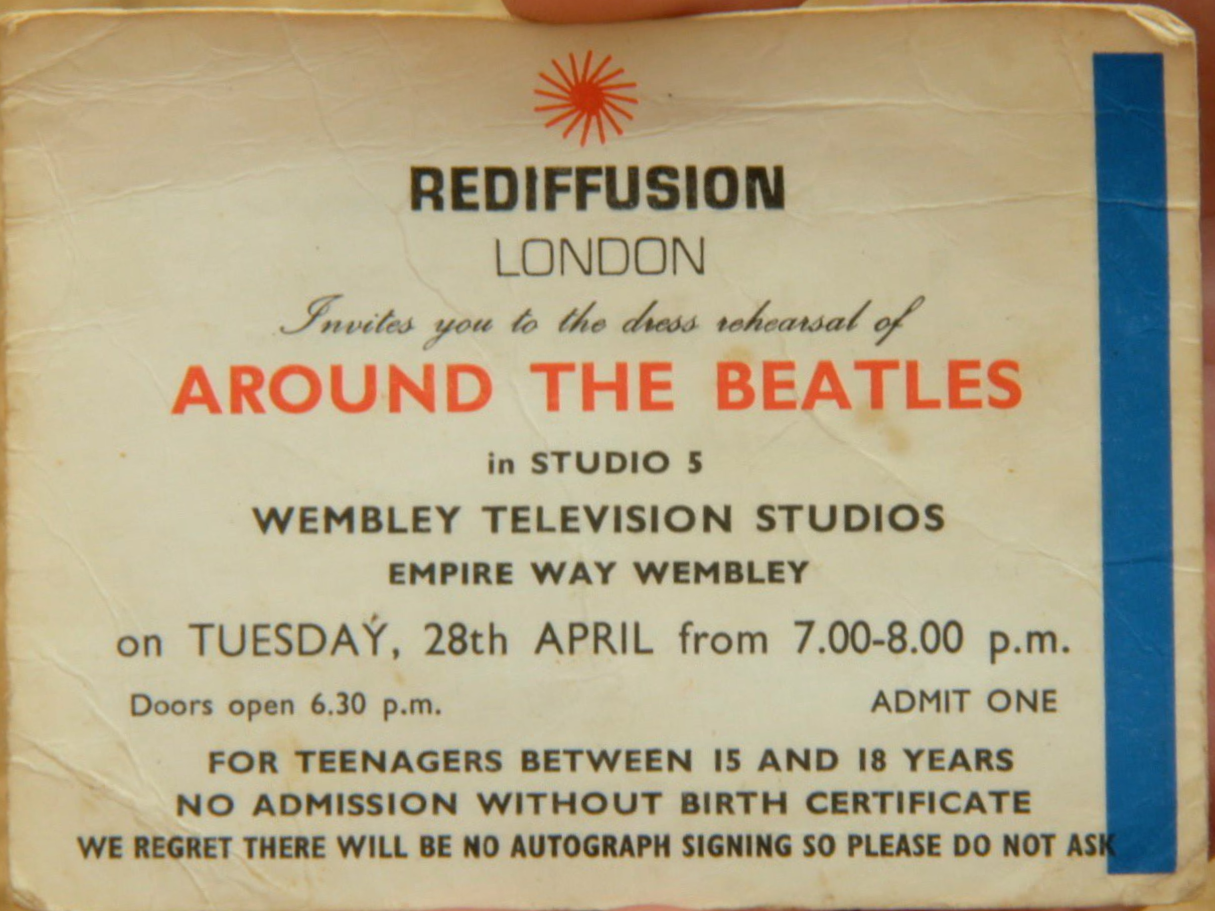
1964年4月28日在溫布利公園舉行的“披頭士樂隊”彩排門票

聯合-麗的於1960年在溫布利公園增加了新的電視攝影棚，該規模和獨特的設計引起了全世界的關注。 在1960年代，本電視攝影棚是ITV網絡上一些最受歡迎的節目的所在地，包括《The Rat Catchers》、《Blackmail》、《At Last、The 1948 Show》和《The Frost Report》。披頭士樂隊不止一次出現在電視攝影棚。

### 品牌重塑和特許經營權的喪失
1964年，該公司將名稱簡化為麗的電視，並將屏幕上的電台重新命名為“麗的倫敦”（Rediffusion London），具有非常時髦的1960年代風格，是閃亮繁榮的新英國的搖擺倫敦的面孔。然而，新的麗的並沒有存活多久——1967年10月，獨立電視局宣布，在重新繪製的特許經營模式中，麗的沒有立足之地。 在ITV網絡結構發生變化後，放棄了ABC週末電視持有的中部和北部地區週末特許經營權，ABC失去了所有特許經營權以及接管由 聯合電視持有的中部或倫敦週末特許經營權的權利，授予倫敦電視聯盟。為了保存相當大的ABC，獨立電視局提議ABC和麗的應該成立一家新公司：泰晤士電視。此是通常不是所說的合併或“強迫婚姻”，而是一個都市傳說。 ABC的母公司英國聯合電影公司和麗的的母公司英國電力牽引將泰晤士電視作為一個獨立的實體創建。泰晤士電視將使用ABC的泰丁頓攝影棚和麗的呼聲的電視大樓的資源和員工。麗的的母公司英國電力牽引持有泰晤士電視49%的股份，但在新公司的管理中代表人數不足——麗的強烈反對這種情況。ITA回覆說要麼是泰晤士電視接手了新合同，要麼是ABC接手了。麗的選擇了前者，並於1968年7月29日停播。 溫布利的員工去倫敦週末電視工作，而電視大樓的員工則受僱於泰晤士電視。一些管理和演講人員被調往利茲的約克郡電視。
隨著泰晤士電視成立後，麗的電視的大部分資料庫要麼遺失，要麼被銷毀。麗的檔案館保存下來的作品由位於赫特福德郡伯克姆斯特德的英國電影協會國家檔案館保存。大多數作品都是 Archbuild Limited 的知識產權，除了麗的電視的一些音樂作品，例如《Ready Steady Go！》長期以來由戴夫·克拉克擁有，後來由BMG 音樂版權管理公司擁有。近年來，人們重新發現了一些麗的電視節目。在1980年代後期，在瑞典電視台的檔案中發現了一系列五部《At Last the 1948 Show》集數。2020年，英國電影學院發布了修復系列中最完整的套裝，包括所有倖存的十集，兩集幾乎完全修復，以及一集包含電影片段的完整音訊。

## 外部連結
- Animated Associated-Rediffusion Presents logo, 1956, from 625.uk.com (requires Macromedia Flash 6 or later).
- Animated Rediffusion Black logo, 1964, from 625.uk.com.
- Associated-Rediffusion at TV Ark
- Fountain Studios, formerly known as Wembley Studios
- Rediffusion Singapore (official site)
- Television House from Telemusications (unofficial history site)
- The history of Rediffusion by Gerald K Clode （页面存档备份，存于）
- Rediffusion Barbados （页面存档备份，存于） (unofficial history site)